# Шатец
Шатец — река в России, протекает по Новомосковскому и Венёвскому районам Тульской области. Правый приток реки Шат.

## География
Река Шатец берёт начало у села Борщевое Венёвского района. Течёт в южном направлении по открытой местности. Устье реки находится юго-восточнее посёлка Грицовский, в 24 км от устья реки Шат. Длина реки составляет 10 км.

## Данные водного реестра
По данным государственного водного реестра России относится к Окскому бассейновому округу, водохозяйственный участок реки — Упа от истока и до устья, речной подбассейн реки — Бассейны притоков Оки до впадения Мокши. Речной бассейн реки — Ока.
Код объекта в государственном водном реестре — 09010100312110000019045.